# Saint-Julien-d'Eymet
Saint-Julien-d'Eymet is een plaats en voormalige gemeente in het Franse departement Dordogne (regio Nouvelle-Aquitaine) en telt 111 inwoners (2009). De plaats maakt deel uit van het arrondissement Bergerac. Saint-Julien-d'Eymet is op 1 januari 2019 gefuseerd met de gemeenten Sainte-Eulalie-d'Eymet en Sainte-Innocence tot de gemeente Saint-Julien-Innocence-Eulalie. 

## Geografie
De oppervlakte van Saint-Julien-d'Eymet bedraagt 5,9 km², de bevolkingsdichtheid is dus 18,8 inwoners per km².
De onderstaande kaart toont de ligging van Saint-Julien-d'Eymet met de belangrijkste infrastructuur en aangrenzende gemeenten.

## Demografie
Onderstaande figuur toont het verloop van het inwonertal.